# Dead Still – Ghost of the Needle
Dead Still – Ghost of the Needle ist ein US-amerikanischer Horrorfilm des  Regisseurs Brian Avenet-Bradley aus dem Jahr 2003.

## Handlung
Jacob ist ein exzentrischer Landschaftsfotograf, der regelmäßig Frauen in sein Studio in einem verlassenen Lagerhaus lockt und diese dort mit einer Injektion tötet. Anschließend fotografiert er die toten Körper der Frauen und befestigt die Abzüge an der Rückseite seiner Landschaftsfotografien.
Über seinen Agenten Richard erhält er den Auftrag eine bestimmte Brücke an einem ganz bestimmten Tag um 12:00 Uhr zu fotografieren. Zu diesem Zeitpunkt steht allerdings Aimee auf der Brücke. Einer von Jacobs Grundsätzen ist, dass er keine lebenden, „artifiziellen“ Objekte fotografiert, also bittet er Aimee die Brücke zu verlassen. Die beiden kommen ins Gespräch und Aimee zeigt sich sehr interessiert an Jacobs Beruf und will unbedingt sein Studio sehen.
Im Studio versucht Jacob Aimee die Injektion zu geben, doch diese wehrt sich und im Verlauf eines Kampfes, verliert Jacob sein Bewusstsein, schafft es aber offensichtlich noch eine ausreichende Dosis zu injizieren. Als er aufwacht stellt er fest, dass Aimee beim Versuch zu entkommen auf dem Hof des Lagerhauses zusammengebrochen ist. Er schleppt sie in sein Studio und versucht sie zu fotografieren, was allerdings einige Probleme zu machen scheint. Er wird mitten im Shooting von seinem Vater gestört, der einen alten Heizungskessel im Lagerhaus zu reparieren versucht.
Jacob hat zu diesem Zeitpunkt schon merkwürdige Visionen, die er allerdings auf seine Kopfverletzung schiebt.
Als Jacob die Aufnahmen von der Brücke entwickelt, ist Aimee auf dem Bild zu sehen, obwohl sie während der Aufnahmen direkt neben ihm saß. Auf Drängen von Richard hin, fotografiert er die Brücke ein weiteres Mal und lernt dabei Laura kennen. Für das Foto von der Brücke bekommt Jacob die Gelegenheit seine Landschaftsbilder im Haus seines Auftraggebers Steve auszustellen. Dabei stellt er fest, dass Laura mit Steve verheiratet ist. Bei der Ausstellung zeigt einer der Gäste (Tony) auffallend Interesse an einem der Bilder. Jacob will allerdings nicht verkaufen, weil im Rahmen noch ein Bild eines seiner Opfer ist. Tony verfolgt Jacob zu seinem Studio, wo er diesen überwältigt und sich als Kopfgeldjäger zu erkennen gibt, der eines von Jacobs Opfern im Auftrag der Familie desselben sucht. Jacob trickst Tony aus und tötet ihn, indem er ihm die Halsschlagader zerbeisst.
Jacobs Visionen werden unterdessen immer schlimmer. Seine Leichen scheinen sich selbstständig zu machen und sind manchmal einfach verschwunden. Es fügt sich auch bruchstückhaft zusammen, was unmittelbar nach dem Kampf mit Aimee passierte. Jacob wird immer paranoider und letztendlich fällt ihm auch sein Agent Richard während eines Telefongesprächs mit Laura zum Opfer.
Wieder taucht Jacobs Vater auf und gibt zu erkennen, dass er sehr wohl weiß, was Jacob wirklich tut. Anschließend führt er Jacob zu seiner eigenen Leiche. Jacob scheint auch seinen Vater umgebracht zu haben, als dieser den Kampf mit Aimee beobachtete. Er sagt, dass er keine Ahnung hat, in welcher Form er gerade mit Jacob sprechen würde. Er stellt die Hypothese auf, dass Jacob den Kampf mit Aimee möglicherweise gar nicht überlebt hat, aber das vollkommen egal sei, weil „sie“ ihn heute Nacht fertig machen würde. Unmittelbar danach taucht Laura im Lagerhaus auf und entdeckt die Leiche von Aimee. Es stellt sich heraus, dass Aimee die Geliebte Lauras war. Nun ist auch klar, warum Steve unbedingt das Foto der Brücke zu diesem speziellen Zeitpunkt wollte. Jacob war ein Werkzeug, die Geliebte seiner Frau zu töten. Laura überwältigt Jacob und tötet ihn, indem sie ihn in einen Plastiksack steckt und mit einem Staubsauger die Luft heraussaugt. Der Film endet während sich die Kamera langsam von dem sterbenden Jacob entfernt.

## Kritiken
Das Lexikon des internationalen Films schreibt über den Film: „Dicht inszenierter Independent-Horrorfilm, der sich weniger im Blutrausch ergeht als sich vielmehr auf die Erzeugung einer beklemmenden und nachhaltigen Spannung konzentriert.“ Die Filmzeitschrift Cinema attestiert: „Ein gekonnt inszenierter Spannungsbogen und beachtliche Schauspielleistungen machen den Psychothriller sehenswert. Magere Extras.“